# Die Elektrohand Gottes
Die Elektrohand Gottes ist eine Band aus Dresden.

## Geschichte
Die Band wurde 2013 von Philipp Hochmair, Tobias Herzz Hallbauer und Jörg Schittkowski für Hochmairs Jedermann-Experiment Jedermann Reloaded gegründet. Die ursprüngliche Version war eine Koproduktion des Hamburger Thalia Theaters und den Salzburger Festspielen mit Simonne Jones.
Hochmair interpretiert in Hugo von Hofmannsthals Werk Jedermann alle Rollen, wodurch ein vielstimmiger Monolog entsteht, der einen Einblick in Jedermanns Denken und Fühlen aus der Perspektive eines Rockstars vermittelt. Die Band schafft durch Gitarrenriffs und elektronische Sounds akustische Räume. Es ist die moderne Interpretation eines Stoffes, der sich an dem Vorbild der spätmittelalterlichen Mysterienspiele orientiert und wo der Originaltext doch an erster Stelle steht.
Hochmair und die Musiker verstehen ihre Performance als „work in progress“. Jedermann Reloaded gibt es mittlerweile in verschiedenen Formationen. Es werden immer wieder mitwirkende Gäste eingeladen, sowohl Schauspieler (z. B. Ulrike Beimpold und Patricia Aulitzky und Johannes Silberschneider) als auch Musiker oder ganze Orchester (Philharmonie Salzburg).
Im August 2024 trat Hochmair mit der Band und einigen Gästen (u. a. Kurt Razelli, Nino aus Wien und Florian Ritt) vor 4.000 Zuschauern im Rahmen eines fulminanten Open Air-Konzertes auf der Burg Clam auf. Daraus hat sich die Version Jederman Reloaded 2.0 entwickelt. Hier performed Hochmair mit der Elektrohand Gottes, Kurt Razelli und variierenden Gästen wie z. B. Nino aus Wien, Lidia Baich und Elena Schwarz.
Auf ähnliche Weise wird seit 2017 der Schiller Balladen Rave auf die Bühne gebracht. Auch hier werden klassische Balladen von Schiller (und Goethes Erlkönig) so vermittelt, dass der Sprache der klassischen Balladen neue Kraft verliehen wird.
Die Bühnenadaption des Hagestolz' von Adalbert Stifter im Zusammenspiel mit Fritz Rainer und Hanns Clasen gibt es seit 2022. Die Novelle aus dem Jahr 1844 erreicht durch die einfühlsame Auseinandersetzung mit zentralen Themen wie Liebe, Freundschaft, Bedürfnissen und Prioritäten einen hohen Grad an Aktualität und Attraktivität.
Hochmair hat mit seinen Solo-Projekten Jedermann Reloaded, Schiller Balladen Rave und Der Hagestolz ein genreübergreifendes Musik-Theater-Format geschaffen, in dem die Sprache des 19. und frühen 20. Jahrhunderts auf Elektromusik trifft. Für diese innovative Auseinandersetzung mit literarischen Texten wird Hochmair 2024 mit dem Cross Over-Sonderpreis des Österreichischen Musiktheaterpreises gewürdigt.
Die Elektrohand Gottes hat bisher vier Studioalben veröffentlicht: Jedermann Reloaded (2018), Werther! (2019), Schiller Balladen Rave (2021) und Der Hagestolz (2023).

Die Band tritt im Wiener Burgtheater, im Thalia Theater und auf Kampnagel in Hamburg sowie auf vielen großen und kleinen Bühnen national und international auf.

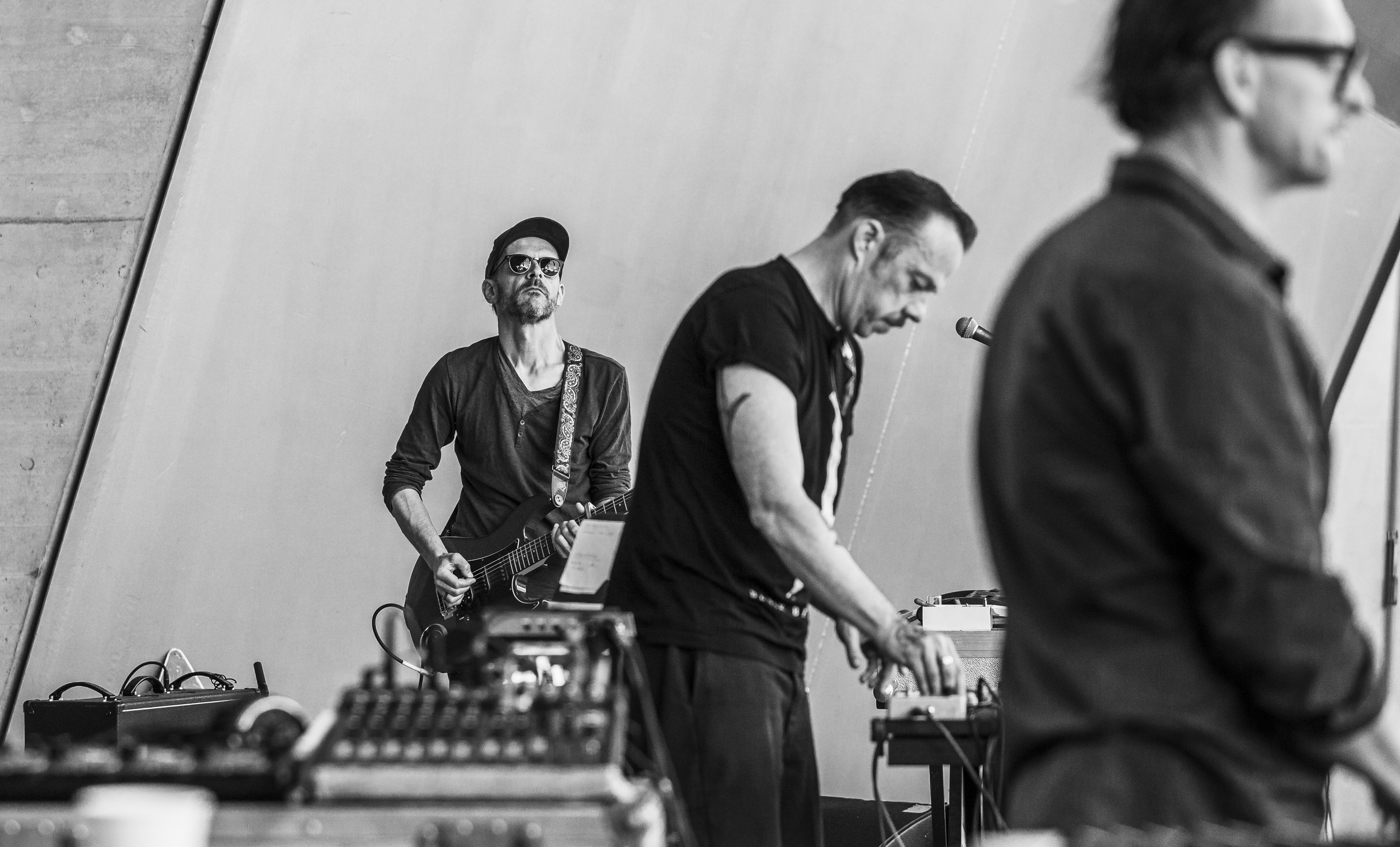
Die Elektrohand Gottes

## Aktuelle Bandmitglieder
Philipp Hochmair, geboren am 16. Oktober 1973 in Wien, ist ein österreichischer Theater-, Film- und Fernsehschauspieler, der überkommene Grenzen zu überwinden sucht und durch seine besondere Darstellungsweise literarischen Werken neuen Atem einhaucht.
Tobias Herzz Hallbauer wurde am 30. Januar 1974 in Dresden geboren und ist seit 2003 freischaffender Künstler. Er ist Maler und als Musiker am Theater und in vielen anderen Projekten tätig. Seit 1994 tritt er im In- und Ausland als Gitarrist und Sänger auf.
Jörg Schittkowski wurde am 9. Juli 1965 in Großenhain/Sachsen geboren. Er ist freischaffender Theatermusiker, Bassist und Elektro-Klangkünstler in verschiedenen Band- und Soloprojekten. Für seine Musik greift er auf unterschiedliche Elektroinstrumente zurück (z. B. Synthesizer, Theremin, E-Schalmei, Bass) und erzeugt so spezielle Sounds.
Bastien Eifler wurde am 21. Januar 1987 in Löbau geboren und ist als Musiker in diversen Bands und Projekten, in der Kultur- und Jugendarbeit sowie im Umweltschutz tätig. Seit 2020 gehört er zur Elektrohand Gottes. Dort spielt er Schlagzeug/E-Drums und bedient elektronische Effekte.

Der Bassist und Gitarrist Rajko Gohlke wurde am 25. September 1969 in Leipzig geboren und spielte und spielt in Bands wie Think About Mutation, Freunde der italienischen Oper oder The Distorted Elvises. Seit 2021 ist er Teil der Band.

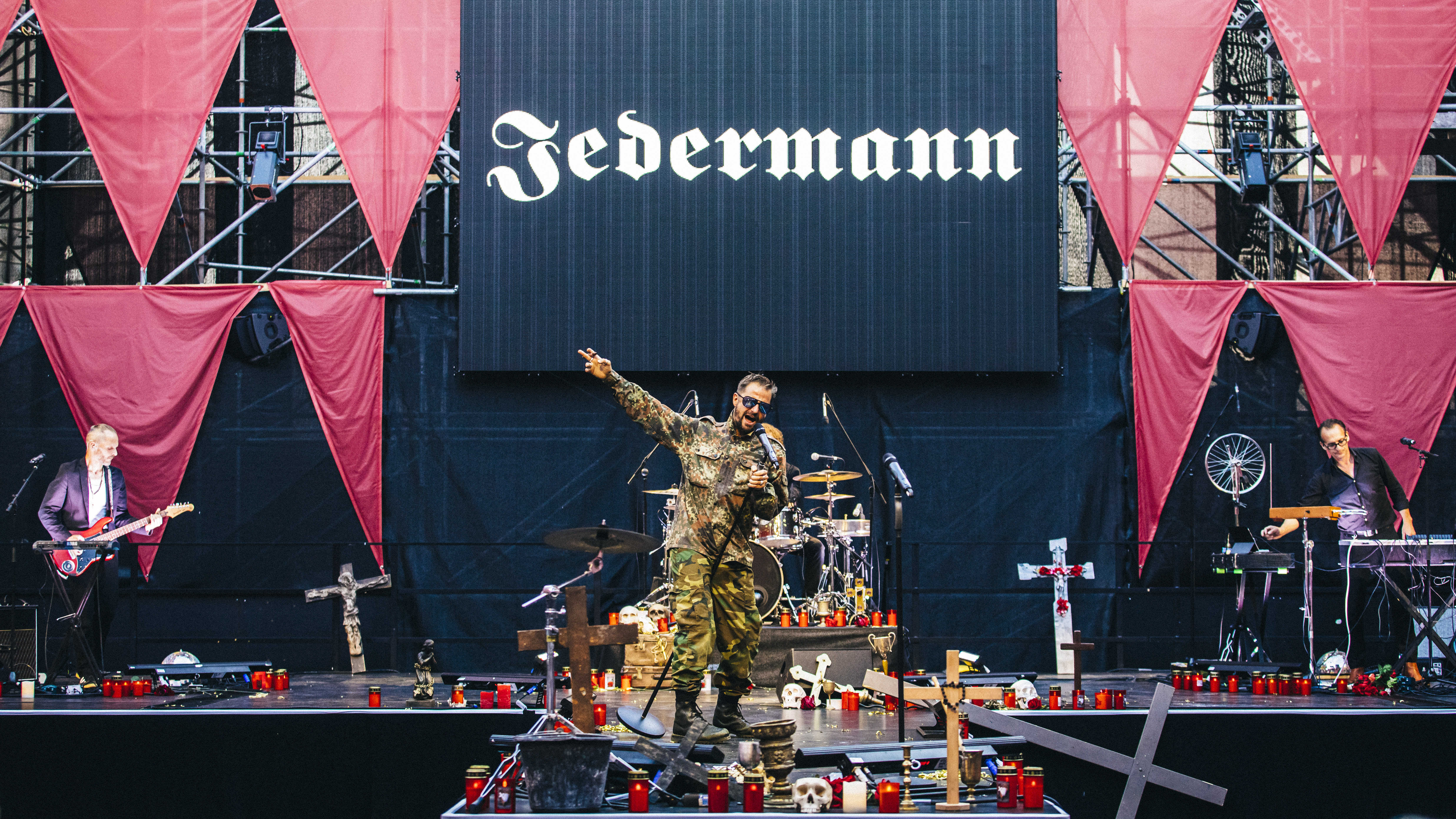
Jedermann Reloaded, 2021

Fritz Rainer, geboren in Österreich, ist freischaffender Musiker (Schlagwerk), Komponist, Produzent und Regisseur. Seit 1995 ist er musikalischer Leiter des Theaters Scala in Wien und des Stadttheater Mödling. Zahlreiche Engagements führten ihn an viele nationale und internationale Bühnen. Mit Philipp Hochmair realisiert er seit 2011 „spoken word performances“.
Hanns Clasen ist Musiker, Composer, Sound-Designer, Sound-Engineer und Multiinstrumentalist. Seit 2004 verbindet ihn eine kreative Partnerschaft mit Philipp Hochmair.

## Ehemalige Mitglieder
- Alwin Weber: Schlagwerk, Elektro-Percussion 2016–2021Philipp Hochmair, Linz 2025

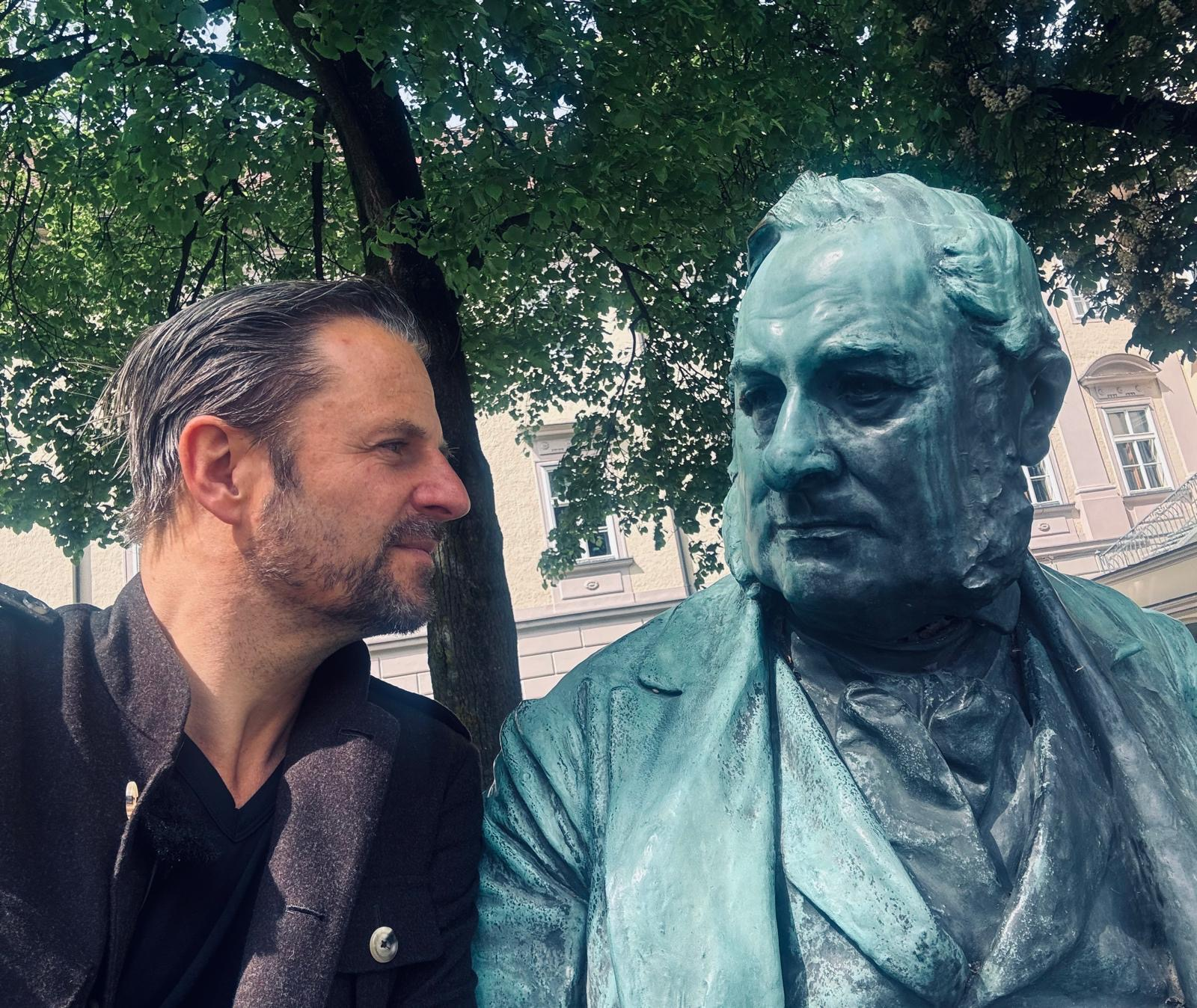
Philipp Hochmair, Linz 2025

## Diskografie
- 2018: Jedermann Reloaded (Philipp Hochmair & Die Elektrohand Gottes)
- 2019: Werther! (Philipp Hochmair & Die Elektrohand Gottes)
- 2021: Schiller Balladen Rave (Philipp Hochmair & Die Elektrohand Gottes)
- 2023: Der Hagestolz (Philipp Hochmair, Fritz Rainer, Hanns Clasen)

## Dokumentation
- 2020: Eine Reise mit Jedermann (Philipp Hochmair, Bernadette Schugg, Kurt Razelli, Die Elektrohand Gottes)